# Electrogena gibedede
Electrogena gibedede is een haft uit de familie Heptageniidae. De wetenschappelijke naam van de soort is voor het eerst geldig gepubliceerd in 2012 door Godunko & Sroka.
De soort komt voor in het Palearctisch gebied.